# Historie české ergonomie
Ergonomie je multidisciplinární vědecký obor, který se začal rozvíjet postupně od počátku 20. století v institucích, jež se zabývaly některou z jeho disciplín.[zdroj?] Ergonomie přes svůj velký celosvětový rozvoj nemá v českém prostředí své vlastní specializované výzkumné instituce ani obor studia. Jedinou výjimku tvoří Česká ergonomická společnost. Aplikací ergonomie v praxi se ovšem zabývá řada soukromých subjektů.

## Nejstarší historie
Následující přehled seznamuje s vývojem oboru na českém území.
V roce 1921 byl založen Státní zdravotní ústav, první tuzemské veřejně-právní zařízení, kde byla věnována soustředěná pozornost oborům, které vytvořily náplň ergonomie.
V roce 1924 vznikla zdravotnická sekce Vzduchoplaveckého ústavu v Praze, která se stala předchůdcem dnešního Ústavu leteckého zdravotnictví, jenž byl založen roku 1953. Prvním vedoucím byl major MUDr. Dominik Čapek. Pro ústavy je charakteristická práce v oborech, které se dotýkaly zásadního rozvoje ergonomie, mj. za 2. světové války a později.
V roce 1920 byla založena Masarykova Akademie Práce. Byla členěna na 6 odborů, v rámci nichž pracovaly jednotlivé ústavy. K ergonomii měly vztah např. lékařský, zemědělský nebo sociální odbor. Z ústavů psychotechnický a Ústav pro hospodárnost práce v zemědělství v Uhříněvsi u Prahy.
V roce 1924 Masarykova Akademie Práce uspořádala mezinárodní kongres pro vědecké řízení práce, kterého se účastnili psychologové, manažeři i politici. Kongres inspiroval české odborníky k práci s metodami taylorismu a na něj navazujícího fordismu. Od této etapy vývoje je nezbytné pozorně sledovat, zda ergonomie v pracovním prostředí neslouží více zájmům podnikatele než zaměstnance. Snaha o maximalizaci výrobního efektu totiž může navenek atraktivně pracovat se zvyšováním krátkodobé pohody pracovníků během pobytu v podniku. Tím dosáhne u člověka většího výkonu, ale po něm ve zbývající části dne následuje naopak větší únava. Dlouhodobě může jít také o větší opotřebování lidského organismu - fyzické i psychické (tzv. vyhoření), které může být hůře prokazatelné jako nemoc z povolání. Nedostatky taylorismu a fordismu byly postupně odhalovány, ale ve 20. létech 20. století budily tyto obory velký zájem nejen podnikatelů (např. Tomáše Bati), ale i umělců včetně designérů (spolek Devětsil ad.). Je ovšem zajímavé, že již na uvedeném kongresu podnítily nejen obdiv, ale i oprávněnou kritiku a to ze strany ruských účastníků. Ergonomie se tak setkává se zásadním problémem profesní etiky, který ji provází po další historii.
Vzhledem k původní orientaci ergonomie především na lidskou práci byl průkopníkem oboru také Ústav lidské práce založený v roce 1939. V jeho čele stál psycholog J. Doležal.[Na Wikipedii je vhodné jména rozepisovat?] Odbornou základnu tvořili zejména psychologové, lékaři a ekonomové.
V roce 1945 začala fungovat Uměleckoprůmyslová škola ve Zlíně, na které v návaznosti na předchozí Baťovu školu umění (zal. 1939) rozvíjeli designéři Vincenc Makovský a Zdeněk Kovář obor Tvarování strojů a nástrojů ve spolupráci s lékaři, a stali se tak průkopníky ergonomie v průmyslovém návrhářství. Tato střední škola byla následně přestěhována do Uherského Hradiště a ve Zlíně (Gottwaldově) bylo počátkem 60. let založeno vysokoškolské studium v rámci Vysoké školy uměleckoprůmyslové v Praze (VŠUP). Baťův Zlín tak přirozeně reagoval na aplikaci fordismu.
Od roku 1945 pokračoval v činnosti předválečného Ústavu lidské práce Československý ústav práce. 
V roce 1951 na Ústav lidské práce a Československý ústav práce navázal Ústav bezpečnosti práce.
V roce 1954 vznikl Výzkumný ústav bezpečnosti práce, instituce fungující do dnešní doby. 

## 1959 Vysoká škola uměleckoprůmyslová, katedra designu Gottwaldov
Po přesídlení Střední uměleckoprůmyslové školy z Zlína (v té době Gottwaldova) do Uherského Hradiště vzniklo ve Zlíně detašované pracoviště pražské VŠUP, kde dále rozvíjel obor průmyslového návrhářství Zdeněk Kovář. Zpočátku byl hlavním garantem rozvoje ergonomického výzkumu a výuky sám, ale přibíral ke spolupráci vědce různých souvisejících oborů. Šlo o propojení uměleckého výzkumu s vědeckým, jaké začalo být v odborném světě aktuální zejména po roce 2000. Katedra designu zde pracovala až do roku 2011, kdy byla přestěhována do Prahy. Na její činnost navázala specializovaná fakulta zlínské Univerzity Tomáše Bati. 

## Výzkum a výuka ergonomie na ČVUT Praha
Lubor Chundela vytvářel od počátku 60. let 20. století na strojní fakultě Českého vysokého učení technického v Praze (ČVUT) systém studia ergonomie, který se opíral o soubor učebních textů a výukovou laboratoř. Ergonomie byla přednášena v rámci studijního oboru managementu strojírenských podniků. Krátce se ji také podařilo prosadit do výuky projektantů – strojařů, kteří ji při své práci potřebují více než manažeři. V jejich výuce však nevydržela dlouho. Luboru Chundelovi se podařilo ve svém oboru habilitovat a posléze byl jmenován profesorem. Systém, který vytvořil, byl příkladný, ale žádné jiné škole se jej nepodařilo napodobit. Chundelova skripta vydává ČVUT v nezměněné podobě. Po jeho odchodu do důchodu pokračoval v pedagogickém působení v oboru Ing. Libor Rejf. Nepodařilo se však udržet v provozu výukovou laboratoř. Pracoviště bylo po léta umístěno na Praze 4,[zdroj?] v Horské ulici. Po odchodu Ing. Libora Rejfa do důchodu pokračuje ve výuce ergonomie Ing. Jiří Kyncl, ale již na novém působišti v dejvickém areálu ČVUT. Zde vzniká také nově se rozvíjející laboratoř. 

## 1960–2011 Rozvoj výzkumu a výuky ergonomie na Vysoké škole uměleckoprůmyslové v Gottwaldově
Zakladatelem vysokoškolského studia oboru Tvarování strojů a nástrojů byl profesor Zdeněk Kovář, který od počátku spolupracoval s lékaři (MUDr. Alfrédem Rathauzským a prof. MUDr. Janem Roubalem) a psychology i ergonomy (Dr. Rozsypalem[kdo?] a dr. ing. Františkem Podškubkou). Jeho plán rozšířit práci o vědeckovýzkumné pracoviště zhatilo nepochopení pražského vedení školy. Největší zásluhu na rozvoji ergonomie měl František Podškubka, který ve škole působil s malou přestávkou od roku 1976 do začátku nového století a podařilo se mu zde vytvořit specializovaný kabinet s učebními pomůckami a bohatou knihovnou. Studium ergonomie trvalo čtyři semestry a studenti při něm pracovali na individuálním výzkumu, s jeho výsledky se zúčastňovali také odborných sympozií.

## 1967–1990 ČasopisPrůmyslový design
Institut průmyslového designu, vládní pracoviště výzkumného charakteru, vydávalo do roku 1975 časopis Průmyslový design nejprve pod názvem Design v teorii a praxi. Jednalo se o periodikum, které obsahovalo pravděpodobně největší množství článků o ergonomii, kromě pracovníků Institutu (jako byl např. Dr. Miroslav Klivar ad.) do něj přispívali často pracovníci Institutu hygieny a epidemiologie i zahraniční autoři. K nejčastěji publikujícím ergonomům zde patřil Dr. Oldřich Matoušek. Časopis Designtrend, který jej v 90. letech nahradil, se již zabýval převážně jen estetikou designu. 

## Ergonomie v rámci Československé vědeckotechnické společnosti
Československá vědeckotechnická společnost zastřešovala řadu odborných společností. Její předností byla státní materiální základna včtně. dotací a organizační zajištění krajských poboček. Ergonomové však neměli právní subjektivitu, proto je odmítala za své členy přijmout International Ergonomics Association (IEA). 

## Institut průmyslového designu
Federální Ministerstvo pro technický a investiční rozvoj zřídilo v roce 1972 Institut průmyslového designu Praha jako vědeckovýzkumné pracoviště zajišťující koncepci rozvoje průmyslového designu včetně meziodvětvových vztahů. V nich hrála významnou roli přirozeně ergonomie, k níž byly vydávány také publikace. Texty o ergonomii obsahoval také institutem vydávaný odborný časopis Průmyslový design. Činnost byla ukončena roku 1990. Následnická organizace Design centrum České republiky již nebyla odborným vědeckovýzkumným pracovištěm, ale jen organizační institucí zaměřenou nevyváženě především na estetickou stránku designu. Institut sídlil v Praze v ulici Na Poříčí, ale měl pobočky i jinde, např. knihovnu v Jeruzalémské ulici na Praze 1.

## Oddělení ergonomie VÚBP Praha
Počátkem 70. let 20. století bylo založeno oddělení ergonomie Výzkumného ústavu bezpečnosti práce Praha pod vedením Dr. Vladimíra Glivického. Později jej vedl Ing. Jiří Kruliš. Mělo asi 15 odborných pracovníků a jedno z jeho klíčových témat tvořilo téma sdělovačů a ovladačů. Pracovali například pro chemičky, elektrárny (uhelné i jaderné), řízení letového provozu, železniční dopravu atd. (navrhování řídících center, dozoren, velínů...). V 90. letech bylo omezeno a sloučeno s jiným oddělením.

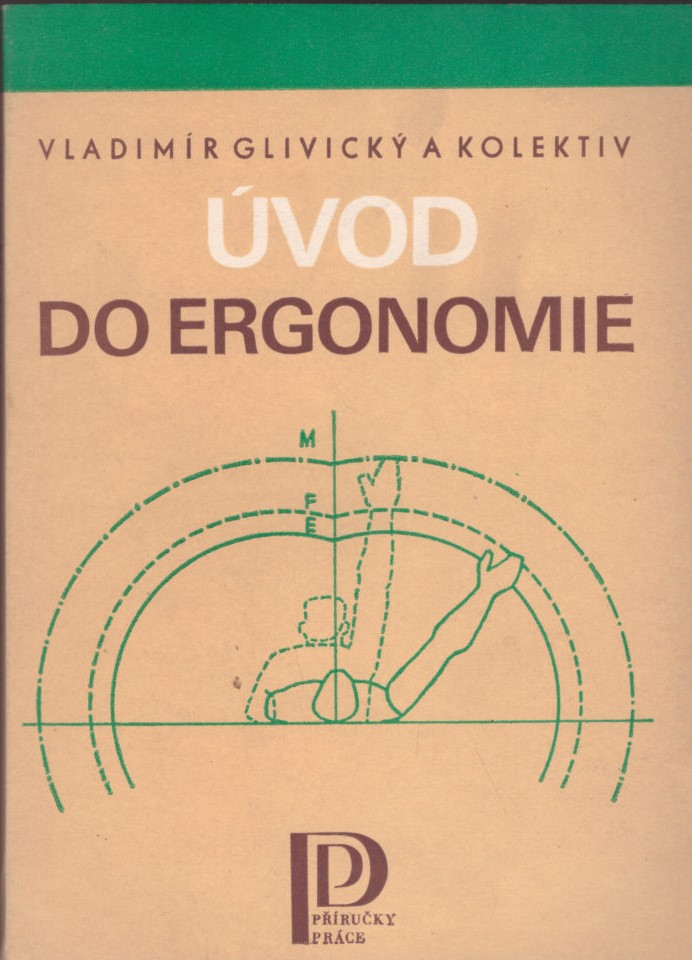
Glivický, Vladimír: Úvod do ergonomie, Praha, 1975

## 1975 Vydání první české komplexní publikace o ergonomii
Výsledkem práce oddělení ergonomie bylo také vydání publikace Úvod do ergonomie. Vedoucím autorského kolektivu byl Vladimír Glivický, spoluautory inženýři Miloš Paleček, Jiří Kruliš, Bohuslav Pokorný a dr. Jarmila Pavlíková. Vydalo nakladatelství Práce v Praze. 

## 1981 Ergonomie v Institutu hygieny a epidemiologie
Také Institut hygieny a epidemiologie (IHE) v Praze se řadí mezi pracoviště, která se věnují ergonomii. Roku 1981 zde vzniká komplexní tým pro růstovou a ergonomickou antropologii, který pracoval na novelizaci směrnic pro stacionární stroje, připravoval antropometrický atlas Československa a metodické pomůcky pro ergonomické projektování v oblasti vztahů člověk – stroj. IHE byl od roku 1971 nástupcem Státního zdravotního ústavu, k jehož názvu se opět vrátil od roku 1992. 

## Úřad pro normalizaci a měření Praha
Od 70. let se stal důležitým místem pro ergonomii Úřad pro normalizaci a měření Praha, neboť zde byly vydávány normy k ergonomii, přímo nebo zprostředkovaně se vztahující. Na harmonizaci mezinárodních norem v českém prostředí spolupracovali s úřadem zejména Dr. Vladimír Glivický nebo Ing. Zdeněk Chlubna, který po roce 1990 založil pro tento účel firmu Ergotest.

## Mezinárodní konference ergonomie v Prešově
V roce 1987 proběhla v dubnu v Prešově Mezinárodní konference ergonomů, designérů a projektantů se zaměřením na rozpracování vědeckých základů ergonomických norem a požadavků a sociologické a ergonomické zabezpečení tvorby, využití a obsluhy automatizovaných systémů. Účastníci se shodli na doporučení zařadit do studijního programu vysokých škol ergonomii a průmyslový design za účelem dosažení komplexnosti kvalifikace konstruktérů a projektantů. 

## Český Institut informačního designu
Po sametové revoluci, v roce 1990, vznikl Institut informačního designu (IID) jako česká pobočka International Institute for Information Design Wien. Založil ji Tomáš Fassati jako odborné sdružení při Muzeu umění a designu Benešov. Institut sdružoval teoretiky vizuální komunikace, psychology, teoretiky designu, inženýrské profese a praktické grafické designéry. Významnými osobnostmi prvého období byli teoretik komunikace profesor Ján Šmok a grafický designér Jiří Rathouský. Institut prováděl testování běžných veřejných systémů vizuální komunikace a výsledky zveřejňoval nejen v odborných, ale i v populárních médiích. Byly zde dokumentovány mezinárodní systémy praktické vizuální komunikace, z čehož později vznikly praktické slovníky a učebnice. Byla vytvořena bohatá specializovaná knihovna s mezinárodním fondem publikací oboru vizuální komunikace, jediná svého druhu v ČR. Díky tomu se Institut brzy stal národním konzultačním místem pro výzkum i praktická řešení. Ve speciální učebně vizuální komunikace byly vyučována druhá gramotnost, což využívali i pedagogové z celé republiky. Institut fungoval až do roku 2016.

## Česká ergonomická společnost

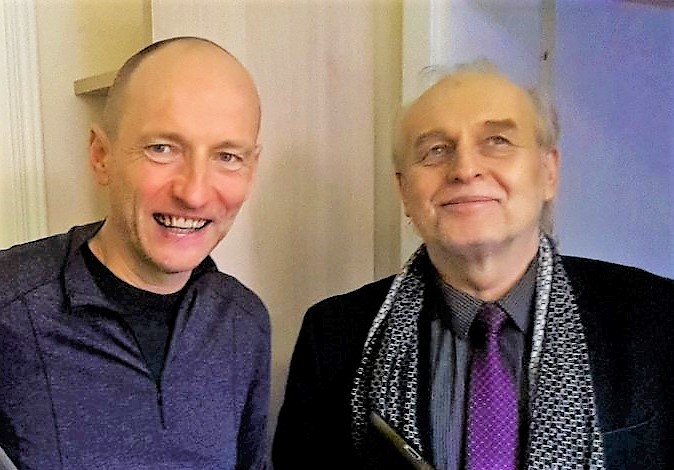
MUDr. Lukáš Šoltys převzal po roce 2015 funkci předsedy ČES po RNDr. Stanislavu Malém (vpravo)

Česká ergonomická společnost (ČES) byla založena v roce 1990 jako nástupnická organizace ergonomické sekce Československé vědeckotechnické společnosti. Jejím prvním předsedou byl Dr. Vladimír Glivický, někdejší vedoucí oddělení ergonomie VÚBP Praha, druhým Prof. Lubor Chundela, následně pak Dr. Stanislav Malý, ředitel VÚBP a MUDr. Lukáš Šoltys, majitel firmy Premedis Liberec. Společnost podporuje odborný kontakt členů, propaguje ergonomii a podílí se na některých odborných aktivitách. Každým rokem pořádá odborné semináře a pravidelně organizuje konference v oblasti aplikované ergonomie. 

## 1995–2016 Laboratoř ergonomie MU Benešov u Prahy
Laboratoř byla postupně budována pro muzejní výzkum a vzdělávací aktivity. Z počátku byla zaměřena především na testování čitelnosti a srozumitelnosti praktické vizuální komunikace a v návaznosti také na světelné parametry přístrojů, interiérů, sdělovačů a ovladačů. Později přibyla fyzická antropometrie, testování mikroklimatu, hlučnosti a různých typů smogu včetně audiovizuálního. Celkově také podporovala téma barev v umění. Postupně byl shromážděn rozsáhlý vzorník materiálů, který na rozdíl od pražské Knihovny materiálů (Happy materials) byl více zaměřen na přírodní materiály. Významným tématem výzkumu byla také relaxace, jak v pracovním procesu, tak speciálně před adopcí a konzumem umění.

## Vydání první české učebnice a slovníku praktické vizuální komunikace
Při absenci výzkumných pracovišť vizuální komunikace v českém prostředí neměl kdo vydávat učebnice a slovníky globální vizuální komunikace umožňující výuku druhé gramotnosti včetně mezinárodních barevných a tvarových kódů. To se změnilo až po prvých létech činnost českého IID. Nejprve byl koncem 90. let 20. století vydán slovník s malou učebnicí, poté malá laická učebnice použitelná i pro děti a pak rozsáhlá podrobná učebnice vhodná pro pedagogy běžných škol stejně jako grafické designéry. Protože se tato učebnice stala svou skladbou ojedinělou i v mezinárodním kontextu, byla vytvořena její anglická verze, která byla distribuována prostřednictvím IIID po celém světě. První česká učebnice byla také v návaznosti na Komenského metodu „Orbis pictus“ uložena i v pražském Muzeu Jana Amose Komenského. 

## 2004 První český web o ergonomii
V roce 2004 začal v rámci svých internetových stránek český Institut informačního designu vytvářet první český web o ergonomii. Byl zde shromážděn základní soubor odborných textů informujících o ergonomii, přehledy literatury, norem a českých institucí zabývajících se ergonomií. Byl známý svou oranžovou úvodní stránkou s typografickým užitím minusky „e“.[zdroj?] Po několika létech byl jeho rozvoj zastaven pro nedostatek finančních prostředků. Funkci tohoto webu začaly přebírat nové webové stránky České ergonomické společnosti. Existence naučného webu, výukové laboratoře, podobně jako celého IID byla ukončena roku 2017 s politickou likvidací[zdroj?] odborného programu Muzea umění a designu v Benešově. 

## 2004 České uvedení softwaru pro ergonomii Tecnomatix Jack
Na pracovišti Strojní fakulty ČVUT, které vedl Prof. Lubor Chundela, proběhla jedna z prvních českých veřejných prezentací softwaru firmy Siemens pro ergonomii Tecnomatix Jack. K odborníkům, kteří dlouhodobě poskytují odborné konzultace k tomuto programu patří zejména Mgr. Martin Baumruk.

## Výuka ergonomie na VUT Brno
Obor průmyslového designu Strojní fakulty Vysokého učení technického (VUT) Brno je jedním z pracovišť s dlouhou tradicí výuky ergonomie. Garantuje ji Ing. Dana Rubínová (členka ČES), která je také autorkou skript, jež svým sdílným a stručným stylem umožňují vnímat vědu umělecky orientovaným posluchačům. Jde také o jedno z prvních pracovišť, který vyzkoušelo užití softwaru Tecnomatic Jack ve výuce.
Sdružení na ochranu spotřebitelů vydávající časopis DTest zahrnuje pravidelné testování ergonomie do všech testů spotřebitelských produktů.

## 2004 Zkvalitnění výuky ergonomie na Vysoké škole uměleckoprůmyslové v Praze
Výuka ergonomie pro pražské studenty Vysoké škole uměleckoprůmyslové v Praze měla poměrně dlouhou tradici, ale zdaleka nedosahovala kvalit výuky na zlínské pobočce. To vadilo čerstvým vedoucím ateliéru[který?] designu Janu Němečkovi, Michalu Froňkovi a jejich kolegovi Michalu Maláškovi, kteří mají zásluhy na prosazení kvalitní moderní výuky. Její garant Tomáš Fassati zpracoval nové osnovy, které byly obhájeny v rámci akreditačního procesu a připravil návrh řešení výukové laboratoře ergonomie pro novou budovu školy v Ďáblicích. Postupně byl do výuky zařazen i software pro ergonomii Tecnomatix Jack. 

## České ceny za ergonomii
V roce 2007 bylo zahájeno udělování českých Cen za ergonomii. Česká ergonomická společnost společně s Institutem informačního designu se rozhodly pro udílení inspiračních cen za ergonomii v neperiodických termínech. Roku 2007 byly uděleny první dvě z cen, a to designérovi Michaelu Havlíkovi za optimalizaci řešení osobní komunikační soupravy (notebook, telefon, náhlavní souprava) a designérovi Petru Hákovi za nábytkovou trojkombinaci stolička – klekačka – stolek pro práci s notebookem. Ceny byly předány na slavnostním večeru v divadle La Fabrika. V roce 2010 obdrželi cenu u příležitosti sympozia o komfortu hromadné dopravy České dráhy za nejlépe ergonomicky řešený rychlíkový vagón posledního dvacetiletí. V roce 2013 pak získal cenu projektant nové tramvaje EVO2 arch. Ondřej Hilský a pražský dopravce – DPMP za dlouhodobé provozování ergonomicky kvalitní tramvaje T3 a za svůj záměr tyto tramvaje v budoucnosti nevyřazovat, ale citlivě rekonstruovat. Šlo o reakci na výrobu nového typu tramvaje Škoda ForCity, která kromě nízkopodlažnosti neoplývala dostatkem ergonomických kvalit. 

## Zahájení výuky ergonomie pro architekty
V roce 2009 byla zahájena první výuky ergonomie v rámci českého studia architektury. První školou architektury v ČR, která zařadila do studijního programu vědu o vlastnostech uživatele architektury byla pražská VŠUP. Stalo se tak zásluhou vedoucího katedry architektury a pozdějšího rektora školy rof. akad. arch. Jindřicha Smetany.  

## První české sympozium ergonomie hromadné dopravy
V roce 2010 proběhlo první české sympozium ergonomie interiérů hromadné dopravy. Pořadatelé: Vysoká škola umělecko-průmyslová Praha, ČES, Institut informačního designu, Muzeum umění a designu Benešov. 1. část pro veřejnost v Benešově (uvedl Tomáš Fassati, 2. část pro odborníky v Praze (VŠUP – uvedl Stanislav Malý, předseda ČES). Připraven trojdílný sborník příspěvků, tiskem vydány první dva díly. Sympozium s bohatou interdisciplinární účastí z mnoha institucí. Odborná média uvedla, že návazně organizovaná konference Dopravní fakultou Univerzity Pardubice s tématem „Uživatel v dopravním systému a hodnota dopravních služeb“ byla oproti sympoziu na VŠUP formální a zcela bez zastoupení odbornosti vztahující se ke komfortu lidského organismu.

## Laboratoř a výuka ergonomie na Západočeské univerzitě v Plzni
Na Katedře průmyslového inženýrství a managementu Strojní fakulty vede Ing. Marek Bureš, člen ČES, Ergonomický, racionalizační a inovační tým (ERIT). Je zde také vytvořena jedna z dobře vybavených laboratoří ergonomie.

## Ergonomie v Institutu inteligentního designu a architektury
Institut navázal na Institut informačního designu, který se zabýval převážně jen praktickou vizuální komunikací. Nově zřizován Muzeem umění a designu Benešov představoval sdružení externích odborných spolupracovníků širokého spektra teorie a praxe designu, kteří se podíleli na výzkumu a vzdělávací činnosti muzea. Vzdělávání sloužila i postupně velmi dobře vybavená laboratoř ergonomie. Činnost v rámci muzea byla ukončena po násilném politickém zásahu počátkem roku 2017. Neformální sdružení odborníků se však nerozpadlo, pokračuje v různých typech osobní spolupráce na výzkumu a vytvořilo malý vzdělávací web s názvem „Institut inteligentního designu a architektury“ a na něj navazující facebook a instagram pro podporu osvěty a e-learningového studia designu.

## 2011 Zrušení zlínské pobočky VŠUP
S přestěhováním ateliérů designu VŠUP ze Zlína do Prahy došlo k zásadním změnám, které znamenaly snížení komplexnosti výuky, charakteristické pro zlínský styl od dob baťovské školy umění. Projevilo se to i v oboru ergonomie, kdy v Praze nebylo pokračováno ve využití kabinetu ergonomie, jehož studijní fond a učební pomůcky byly odloženy do archivu a rozsah výuky se snížil ze čtyř semestrů na dva. Tím skončilo příkladné období zahájené prof. Zdeňkem Kovářem, jehož vědeckým následníkem byl PhDr. Ing. František Podškubka.

## 2015 První ročenka Česká ergonomie
Návazně na výroční konferenci ČES s tematikou „Ergonomie a stres“ byl učiněn první úspěšný pokus o vydávání specializované ročenky obsahující především referáty této konference. Na vydání spolupracovalo Muzeum umění a designu Benešov. V dalších létech se nepodařilo navázat. 

## 2016 Mezinárodní konference Railway interiors Praha
Navázala na české sympozium ergonomie interiérů dopravy v komerční podobě spojené s veletrhem. Britští organizátoři požádali organizátory českého sympozia o úvodní spolupráci na prvním ročníku své akce. Ergonomie zde nehraje již hlavní roli, ale je přirozeně akceptována jako nezbytná součást navrhování dopravních prostředků.

## 2016 Zahájení výuky ergonomie na Fakultě architektury ČVUT Praha
Díky organizačnímu úsilím pedagožky Henriety Nezpěvákové se zde od tohoto roku začala vyučovat ergonomie. 

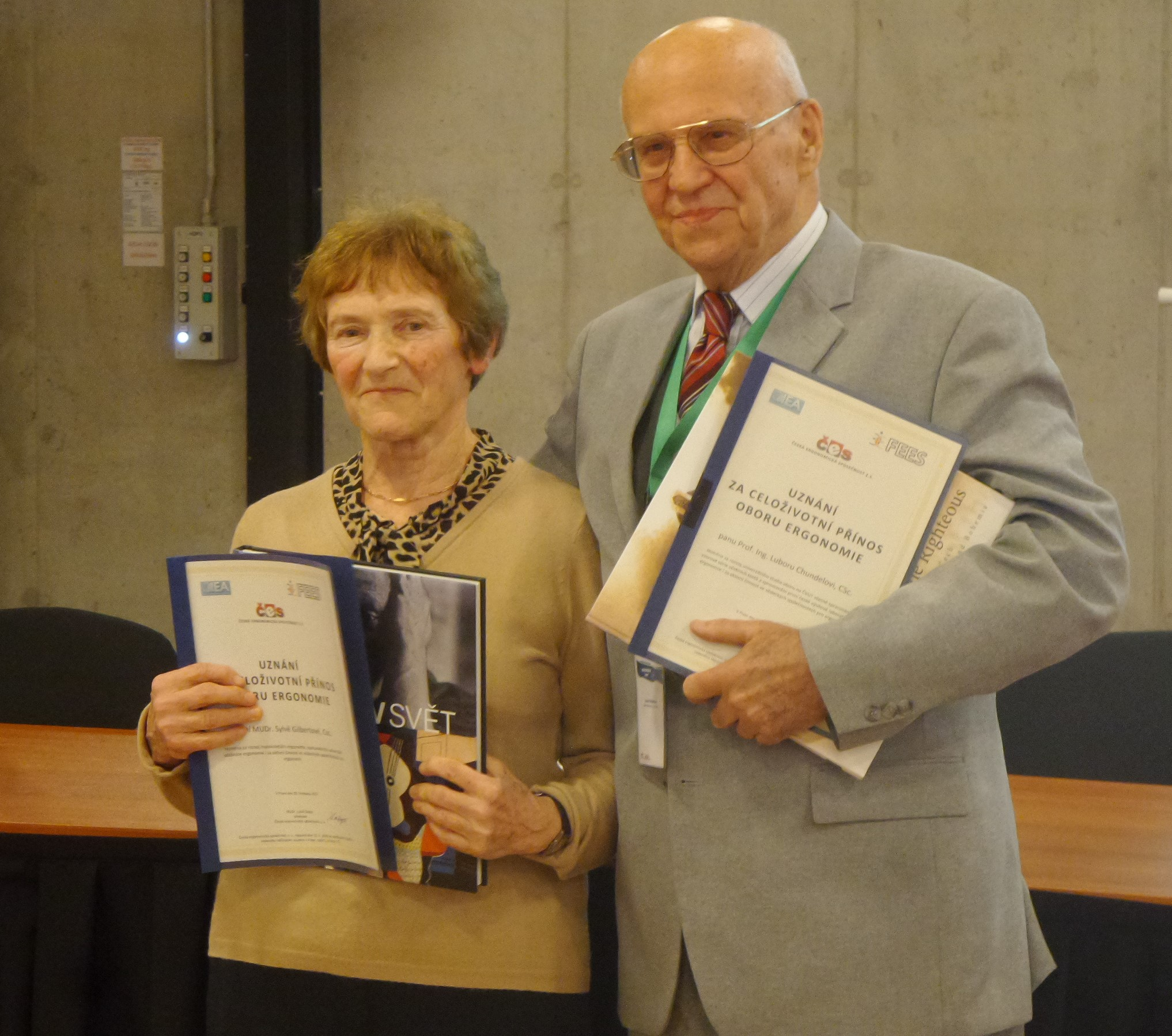
MUDr. Sylva Gilbertová a Prof. Ing. Lubor Chundela ocenění ČES za celoživotní přínos ergonomii.

## 2017 Udělení prvních ocenění českým osobnostem oboru ergonomie
Na ergonomické konferenci v Ostravě společně pořádané se Slovenskou společností pro ergonomii udělila ČES své první ocenění významným osobnostem oboru, paní MUDr. Sylvě Gilbertové a panu Prof. Ing. Luboru Chundelovi. Oba jej získali za celoživotní přínos ergonomii.

## 2018 E-learning ergonomie
Vysoká škola uměleckoprůmyslová v Praze vytváří první komplexní e-learningový systém výuky ergonomie pro své studenty architektury a designu. Je tvořen elektronickými verzemi tištěných publikací, čítankou krátkých textů a výběrem naučných filmů. Speciální část tvoří interaktivní média – Facebook a Instagram. Součástí je i možnost seznámení se s projekčním a testovacím softwarem pro ergonomii Tecnomatix Jack. V rámci nutných metod postdigitální pedagogiky bude přirozeně vyvážen výukovou laboratoří v nové technologické budově školy, která je ve výstavbě.[Stále je ve výstavbě??]

## 2018 Profesní kvalifikace Specialista v ergonomii
Dlouhodobě odborně a úředně připravovaná kvalifikace „Specialista v ergonomii“ pro Národní soustavu kvalifikací a Národní soustavu povolání dospěla do prvního cíle, kdy byla kompetentními českými orgány oficiálně schválena. Ergonom tak může být jednou z tabulkových profesí v českých institucích.

## 2020 Zahájení akreditačních kursů k profesní kvalifikaci Specialista v ergonomii
Na jaře připravila vědecká společnost ČES první kursy připravující ke zkoušce z profesní kvalifikace Specialista v ergonomii. Byla jmenována první skupina zkušebních komisařů pro autorizovanou osobu (Výzkumný ústav bezpečnosti práce, Praha) a po ukončení kursu první čeští absolventi obdrželi certifikaci. Přípravné kurzy úspěšně pokračují i v roce 2021 a v současné době[kdy?] je v ČR 30 certifikovaných Specialistů v ergonomii.